# Fred Segal
フレッド シーガル（Fred Segal）は、アメリカを代表する輸入及びオリジナルの衣料品や雑貨を販売するライフスタイル提案型のセレクトショップ。

## 沿革
1961年に米国ロサンゼルスの地にフレッド・シーガルによって創業。ライフスタイル提案型のセレクトショップの先駆けとして、アメリカを代表する輸入及びオリジナルの衣料品や雑貨を販売するセレクトショップとなった。1965年に第一号店となるMELROSE（メルローズ）店オープンを皮切りに、1985年にSANTA MONICA（サンタモニカ）、2013年にLAX AIRPORT（ロサンゼルス空港）、2014年にLAS VEGAS（ラスベガス）、そして2015年にTOKYO DAIKANYAMA(東京・代官山)へ出店した。

## 顧客
フレッド シーガルの顧客には海外のセレブリティが名を連ねており、パリス・ヒルトンやブラッド・ピット、キャメロン・ディアスなど多くのセレブが訪れる。そして、世界中のファッション業界をはじめ、多くのセレブや観光客が訪れるスポットにもなっている。

## 商品・価格帯
基本的な商品価格は5,000円〜50,000円台が中心となっているが、中には20,000,000円を超えるような高額商品の取り扱いも存在している。

## 日本におけるフレッド シーガル

### 事業展開
2015年春に、MFSJ株式会社がアメリカ西海岸生まれのライフスタイル複合セレクトショップ「Fred Segal（フレッド シーガル）」の日本での商標マスターライセンス並びに独占販売輸入権を取得。同年4月17日に、米国外1号店となるショップをLOG ROAD DAIKANYAMAにオープンした。
さらに、インショップとして併設している「CAMDEN'S BLUE ☆ DONUTS（カムデンズ ブルースタードーナツ）」独占ライセンス契約を取得。
Fred Segal DAIKANYAMAのフードマーケットとして展開している「THE MART AT FRED SEGAL（ザ マート アット フレッド シーガル）」内にて店舗を展開している。

### 取扱商品・ブランド[3]
- Fred Segal WOMAN
  - “密かな贅沢”をコンセプトに、ウェア、コスメ、ライフスタイル雑貨を展開。CHANEL（シャネル）やHermès（エルメス）のヴィンテージアクセサリーやバッグも揃う。
    - 取扱ブランド：MARNI（マルニ）、LANVIN（ランバン）、N°21（ヌメロ ヴェントゥーノ）、3.1 Phillip Lim（スリーワン フィリップ リム）、Proenza Schouler（プロエンザスクーラー）など

- Fred Segal MAN
  - “好奇心に満ちた大人の男性のニーズとライフスタイルを満たす”をコンセプトに、アメリカ西海岸をイメージしたエフォートレスなウェアをセレクト。ヘッドホンやステーショナリーなどの雑貨も取り揃える。
    - 取扱ブランド：MARNI（マルニ）、LANVIN（ランバン）、Maison Margiela（メゾン マルジェラ）、MARC JACOBS（マーク ジェイコブス）、Julien David（ジュリアン デイヴィッド）、TODD SNYDER（トッドスナイダー）、Levi's Vintage Clothing（リーバイス ビンテージ クロージング）、BLK DNM（ブラック デニム）など

- THE MART AT FRED SEGAL
  - オーガニック＆ローフードの先進エリア・アメリカ西海岸のテイストを交えた、フードやコーヒー、生活雑貨を集積したマーケット。日本初出店となる米国ポートランド発「CAMDEN'S BLUE ☆ DONUTS（カムデンズ ブルースタードーナツ）」をはじめ、トリコロールカラーのロゴを配したエコバッグやマグカップ、サーモマグなど日本限定販売のオリジナル雑貨や、紅茶やジャム、キャラメル、チョコレートなどの食品も取扱う。